# Legfelső szintű tartomány
A legfelső szintű tartomány (angolul top-level domain, TLD) az internetes névfeloldást végző Domain Name System (DNS) hierarchiájának legmagasabb szintjén lévő tartomány. A DNS gyökérzónájában találhatók. Alacsonyabb szinten lévő tartományneveknél a doménnév utolsó részére, a teljes doménnév (FQDN) utolsó címkéjére, tehát az utolsó pont utáni részre utal. Például a hu.wikipedia.org tartománynévben a legfelső szintű tartomány az org (vagy ORG, ugyanis a tartománynevek nem különböztetik meg a kis- és nagybetűket).
Az ICANN (Internet Corporation for Assigned Names and Numbers – „Kijelölt Nevek és Számok Internetes Társasága”) felelős a TLD-k kezeléséért; ez a szervezet vezeti az IP-címek kiosztásáért is felelős Internet Assigned Numbers Authority-t (IANA), és tartja karban a DNS-gyökérzónát.
Eredetileg a legfelső szintű tartományok névterét három fő csoportra osztották: országok (Countries), kategóriák (Categories) és multiszervezetek (Multiorganizations). Egy időleges (temporary) csoportot is létrehoztak, ami csak a kezdeti arpa doménből állt, a DNS-re való áttérés átmenetének elősegítésére.
A Domain Name Systemben az országokat kétbetűs ISO országkódjukkal jelölik; bár vannak kivételek, mint a .uk. A tartományok ezt a csoportját elterjedten országkód szerinti legfelső szintű tartománynak nevezik (country-code top-level domain, ccTLD).
A „kategóriák” csoport általános legfelső szintű tartomány néven vált ismertté. Kezdetben ez a csoport a GOV, EDU, COM, MIL, ORG és NET TLD-ket tartalmazta.
Az internet növekedésével kívánatossá vált új általános, legfelső szintű tartományok létrehozása. Néhány esetben az eredeti tartomány használata megváltozott, általánosabb lett, vagy a tartomány karbantartását adott céllal kapcsolatos speciális szervezet vette át.
Ennek megfelelően, az IANA jelenleg a következő TLD-fajtákat különbözteti meg:
- országkód szerinti legfelső szintű tartománynak nevezik (country-code top-level domain, ccTLD): országoknak vagy függő területeknek kiosztott kétbetűs tartománynév, vagy legfelső szintű nemzetközi tartomány (nemzeti karaktereket tartalmazó legfelső szintű doménnév, internationalized domain name, IDN ccTLD). Néhány történelmi kivételtől eltekintve bármilyen terület kódja megegyezik kétbetűs ISO 3166 kódjával.
- általános legfelső szintű tartomány (generic top-level domain, gTLD): három- vagy több-betűs legfelső szintű tartományok. Ezen belül:
  - nem szponzorált TLD-k: olyan domének, amik közvetlenül az ICANN által meghatározott irányelvek szerint működnek.
  - szponzorált TLD-k (sTLD): ezek olyan domének, amiket privát szervezetek vagy ügynökségek javaslatára és szponzorálásával állítanak fel; ezek a szponzorok felelősek a regisztrációs szabályaik betartatásáért is. Valamilyen közös téma köti össze az azonos TLD alá tartozó domaineket.
- infrastrukturális TLD-k: ebbe a csoportba egy tartomány tartozik, az Address and Routing Parameter Area (ARPA). Az Internet Engineering Task Force (IETF) nevében az IANA kezeli, az RFC-kben meghatározott különböző célokra.

Ráadásként, a legfelső szintű nemzetközi doménnevek (internationalized domain name, IDN) egy csoportját tesztcéllal bejegyezték a test alá. 2009 novembere óta az országok és függő területek jelentkezhetnek nemzeti karaktereket tartalmazó országkódért.
A gyökérzóna legfelső szintű tartományainak irányadó listája az IANA weboldalán olvasható: http://www.iana.org/domains/root/db/.

## Általános legfelső szintű tartományok
Mivel az internet története az Egyesült Államokban kezdődött, először csak ott voltak szerverek. Ennek megfelelően a domainnév először nem országot, hanem működési profilt jelzett:
- .com – kereskedelmi célú, cégek stb.
- .edu – oktatási célú, amerikai egyetemek, főiskolák
- .gov – kormányzati célú, USA szervei, hivatalai
- .net – infrastrukturális célú, az infrastruktúrát biztosító intézmények, cégek számára
- .mil – amerikai katonai szervezetek számára
- .org – a fentiek közül egyik kategóriába sem sorolható szervezetek számára

Manapság már ez a kezdeti felosztás kibővült számos újonnan létrehozott három-négy-öt betűs általános felső szintű domainnal, illetve az egyes fent említett kategóriákba való regisztrálás szabályai is lazultak. A gov és a mil, edu tartományokat azonban továbbra is csak az Egyesült Államok kormánya és katonasága, illetve az USA-ban működő egyetemek használhatják.

## Országkód szerinti legfelső szintű tartományok
Az ICANN (Internet Corporation for Assigned Names and Numbers, Kijelölt Nevek és Számok Internetes Társasága) felelős a TLD-k kezeléséért. Az ICANN megkísérli korlátozni a TLD-k számát, hogy áttekinthetők és közérthetők maradjanak. Új TLD elfogadását széles körű nyilvános vita előzi meg.
Egyes országokban a második és a legfelső szintű tartományok együttes használata kötelező, például az Egyesült Királyságban, Szerbiában: co.uk, co.yu.
Az Amerikai Egyesült Államokban ugyan létezik us ccTLD, ám ritkán alkalmazzák, helyette a tevékenység szerinti TLD-ket használják.

### Legfelső szintű nemzetközi tartományok
A nemzeti karaktereket tartalmazó, országkód szerinti legfelső szintű tartomány (IDN ccTLD) olyan országkód szerinti TLD, ami nem a latin ábécét használja, hanem például a cirill vagy az arab írást.

## Alternatív tartományrendszerek
Mivel legfelső szintű tartomány kiszolgálóját gyakorlatilag bárki üzemeltethet, ezért a fenti – globálisan elérhető – rendszeren kívül tetszőleges számú, nevű TLD-k létezhetnek, ezek azonban csak azok számára láthatóak, akik az adott TLD-t kiszolgáló szervereket használják.

## Lásd még
- Internetes legfelső szintű tartománynevek listája

## Külső hivatkozások
- Az összes ország kétbetűs kódja (ccTLD) és a bejegyző szervezetek adatai
- Általános legfelső szintű tartományok listája